# Mistrzostwa Świata w Łyżwiarstwie Szybkim w Wieloboju Kobiet 1951
9. Mistrzostwa świata w łyżwiarstwie szybkim w wieloboju kobiet odbyły się w dniach 3–4 lutego 1951 roku w szwedzkim mieście Eskilstuna. Zawodniczki startowały na naturalnym lodowisku na stadionie Tunavallen. Łyżwiarki startowały na czterech dystansach: 500 m, 1000 m, 3000 m, 5000 m. Mistrzynią świata została Finka Eevi Huttunen. O tym, które miejsca zajmowały zawodniczki decydowała mniejsza liczba punktów uzyskana z czterech biegów.

## Uczestnicy
W zawodach wzięło udział 10 łyżwiarek z 3 krajów. Wszystkie zostały sklasyfikowane.
| Państwa biorące udział w mistrzostwach | Państwa biorące udział w mistrzostwach | Państwa biorące udział w mistrzostwach |
| -------------------------------------- | -------------------------------------- | -------------------------------------- |
| Finlandia                              | Norwegia                               | Szwecja                                |

## Wyniki
- f – wywróciła się

| Pozycja | Zawodnik            | Kraj      | 500 m        | Pkt.   | 3000 m       | Pkt.   | 1000 m       | Pkt.   | 5000 m        | Pkt.   | Suma pkt. |
| ------- | ------------------- | --------- | ------------ | ------ | ------------ | ------ | ------------ | ------ | ------------- | ------ | --------- |
| 01 !    | Eevi Huttunen       | Finlandia | 50.8 (2.)    | 50.800 | 5:39.1 (1.)  | 56.517 | 1:42.5 (1.)  | 51.250 | 9:45.8 (1.)   | 58.580 | 200,147   |
| 02 !    | Randi Thorvaldsen   | Norwegia  | 49.4 (1.)    | 49.400 | 5:56.0 (2.)  | 59.333 | 1:42.6 (2.)  | 51.300 | 9:54.8 (2.)   | 59.480 | 204,033   |
| 03 !    | Ragnhild Mikkelsen  | Norwegia  | 54.4 (4.)    | 54.400 | 6:25.5 (4.)  | 64.250 | 1:54.6 (3.)  | 57.300 | 10:36.8 (4.)  | 63.680 | 205,248   |
| 4.      | Maj-Britt Almer     | Szwecja   | 53.0 (3.)    | 53.000 | 6:13.3 (3.)  | 62.217 | 2:03.8f (7.) | 61.900 | 10:29.4 (3.)  | 62.940 | 205,898   |
| 5.      | Sylvia Karlsson     | Szwecja   | 57.1 (7.)    | 57.100 | 6:37.0 (5.)  | 66.167 | 2:01.8 (5.)  | 60.900 | 11:16.0f (5.) | 67.600 | 206,157   |
| 6.      | Betzy Baltzersen    | Norwegia  | 54.8 (5.)    | 54.800 | 6:50.0 (6.)  | 68.333 | 2:01.8 (5.)  | 60.900 | 11:54.3 (8.)  | 71.430 | 207,070   |
| 7.      | Gunnel Gunlöv       | Szwecja   | 56.1 (6.)    | 56.100 | 7:02.2 (9.)  | 70.367 | 2:00.9 (4.)  | 60.450 | 12:08.4 (10.) | 72.840 | 207,282   |
| 8.      | Inga-Lill Olsson    | Szwecja   | 59.4 (8.)    | 59.400 | 6:55.6 (7.)  | 69.267 | 2:06.7 (9.)  | 63.350 | 11:32.9 (6.)  | 69.290 | 207,300   |
| 9.      | Ann-Marie Landström | Szwecja   | 59.8 (9.)    | 59.800 | 6:56.2 (8.)  | 69.367 | 2:04.3 (8.)  | 62.150 | 11:50.0 (7.)  | 71.000 | 207,790   |
| 10.     | Elin Skårlind       | Szwecja   | 1:04.1 (10.) | 64.100 | 7:04.5 (10.) | 70.750 | 2:10.8 (10.) | 65.400 | 12:01.0 (9.)  | 72.100 | 209,562   |